# DCS Ка-50: Чёрная акула
DCS: Ка-50 Чёрная акула — компьютерная игра в жанре авиасимулятор, первая в серии DCS. Игра разработана компанией Eagle Dynamics и выпущена компанией 1C.

## Игровой процесс
В игре представлен современный российский боевой вертолёт Ка-50 «Чёрная Акула». Подробность моделирования систем и механизмов вертолёта очень высока. Детально смоделированы черноморское побережье России, западная часть Грузии и небольшая северо-восточная часть Турции. На этой территории размещено 16 аэродромов, в высокой степени аутентичных реально существующим. Полуостров Крым из предыдущих игр компании Eagle Dynamics в данной игре не доступен. В сумме территория, представленная в игре, составляет около 330 000 км².
Игроку для управления доступен только Ка-50. В качестве ботов представлены другие боевые вертолёты, самолёты, наземная техника, боевые корабли России и НАТО, а также пехота. Значительное внимание уделено динамике полёта самолётов, управляемых ИИ, оружию и баллистике артиллерийских систем, свободнопадающих бомб, НАРов, ПТУР «Вихрь».
При разработке игры за основу был взят реально существующий образец Ка-50 бортовой номер 25, разработка велась при участии ОКБ «Камов». На этапе тестирования игра использовалась в Военно-воздушной академии им. Гагарина для подготовки пилотов-вертолётчиков ВС РФ в качестве тренажёра.

### Особенности игры
- Кликабельная модель кабины Ка-50
- Поддержка системы дистанционного управления камеры TrackIR 4/5
- Радионавигация и моделирование радиоэфира

### Кампания
Для игры создана пофазовая кампания о гипотетическом конфликте на Северном Кавказе. Также, представлены ряд одиночных миссий и курс обучения из 22 уроков. Встроенный редактор миссий позволяет игрокам самим создавать миссии и кампании.

## Оценки
| Сводный рейтинг    | Сводный рейтинг |
| Агрегатор          | Оценка          |
| ------------------ | --------------- |
| Metacritic         | 82/100          |
| Иноязычные издания |                 |
| Издание            | Оценка          |
| IGN                | 9,2/10          |

Игра получила «в основном положительные отзывы», согласно сайту-агрегатору Metacritic.